# Episodi di The Dead Zone (quinta stagione)
La quinta stagione della serie televisiva The Dead Zone è stata trasmessa negli Stati Uniti sul canale USA Network a partire dal 18 giugno 2006.
In Italia è stata trasmessa da Rai 2 a partire dal 29 giugno 2008.
| nº | Titolo originale           | Titolo italiano         | Prima TV USA   | Prima TV Italia  |
| -- | -------------------------- | ----------------------- | -------------- | ---------------- |
| 1  | Forbidden Fruit            | Il veleno del serpente  | 18 giugno 2006 | 29 giugno 2008   |
| 2  | Independence Day           | Quattro luglio          | 25 giugno 2006 | 6 luglio 2008    |
| 3  | Panic                      | Un aiuto dal passato    | 2 luglio 2006  | 13 luglio 2008   |
| 4  | Articles of Faith          | Articoli di fede        | 9 luglio 2006  | 20 luglio 2008   |
| 5  | The Inside Man             | L'infiltrato            | 16 luglio 2006 | 27 luglio 2008   |
| 6  | Lotto Fever                | L'ultimo estratto       | 23 luglio 2006 | 3 agosto 2008    |
| 7  | Symmetry                   | Simmetria               | 30 luglio 2006 | 10 agosto 2008   |
| 8  | Vortex                     | Il giorno del giudizio  | 6 agosto 2006  | 17 agosto 2008   |
| 9  | Revelations                | Rivelazioni             | 13 agosto 2006 | 24 agosto 2008   |
| 10 | Into the Heart of Darkness | Nel cuore dell'oscurità | 20 agosto 2006 | 7 settembre 2008 |
| 11 | The Hunting Party          | Notizie pericolose      | 27 agosto 2006 | 8 settembre 2008 |